# Odontella uka
Odontella uka är en urinsektsart som beskrevs av Christiansen och Bellinger 1992. Odontella uka ingår i släktet Odontella och familjen Odontellidae. Inga underarter finns listade i Catalogue of Life.